# Trinkstuben-Gesellschaften der Zürcher Zünfte
Die Trinkstuben-Gesellschaften der Zürcher Zünfte gehörten zu den wichtigsten politischen und sozialen Einrichtungen in der Stadt Zürich. Aus einigen der Trinkstuben entstanden später die Zürcher Zunfthäuser. 

## Entstehung
Die Trinkstuben-Gesellschaften (früher auch Ürten-Gemeinschaft genannt) von Handwerkern existierten bereits im spätmittelalterlichen Zürich. Ihre Entstehung liegt im Dunkeln. In Zürich war es allgemein üblich, den Zusammenhalt einer Gruppe durch gemeinsames Essen und Trinken in einer Trinkstube zu festigen. Solche Gemeinschaften versammelten sich auch spontan auf offener Strasse, zum Beispiel wenn sich Landbewohner in der Stadt zusammen verpflegten, weil der gemeinsame Einkauf günstiger war. Nebst Speis und Trank wurde auch die Zeche auf die Teilnehmer gleichmässig aufgeteilt. Diese gleichmässige Teilung der Rechnung wie auch die Trinkgemeinschaft wurde Ürte genannt.
Die Bedeutung der Trinkstuben für den inneren Zusammenhalt der Zünfte führte im 16. Jahrhundert dazu, dass sich die Zünfte nach ihren Trinkstuben nannten, während die Bezeichnung nach Gewerben seltener wurde. So sprach man in der frühen Neuzeit meist von der Zunft zum Roten Adler und kaum von der Zunft der Zimmerleuten.
| Zunft (heutige Bezeichnung) | Vorgeschichte der Trinkstube                                                                                                   | Zunfthaus seit | Hausname (frühere Zunftbezeichnung)                                  | Sondertrinkstuben                 |
| Constaffel                  | Erstmals erwähnt 1348 als Nachfolgelokal einer Herrentrinkstube                                                                | 1490           | "Rüden"                                                              |                                   |
| Gerwe                       | | 1400 / 1408    | "Roter Löwe"                                                         |                                   |
| Kämbel                      | | 1487           | "Kämbel"                                                             |                                   |
| Meisen                      | Trinkstube zur "Meisen" 1418 erwähnt                                                                                           | 1449           | "Meisen" (Ortswechsel 1752)                                          |                                   |
| Saffran                     | Vereinigung mehrerer Trinkstuben, von denen das Haus "zum Schiff" 1389 durch eine Gruppe von 18 Investoren erworben worden war | 1416 / 1440    | "Saffran"                                                            |                                   |
| Schiffleuten                | Zusammenlegung mehrerer Trinkstuben im 1425 von den Schiffleuten erworbenen Haus                                               | um 1450 ?      | "Goldener Engel"                                                     |                                   |
| Schmiden                    | | 1412           | "Goldenes Horn"                                                      | Gesellschaft zum Schwarzen Garten |
| Schneidern                  | Zusammenlegung von drei Trinkstuben. 1459 lehnten die drei Handwerke diese noch ab                                             | 1516           | "Gelbes Schaf" (1528 durch Tausch gegen das 1516 gekaufte Zunfthaus) |                                   |
| Schuhmachern                | | 1490           | "Silberschmid" (Ortswechsel 1743)                                    |                                   |
| Waag                        | Kauf des Hauses 1385 durch eine Investorengruppe von 22 Leinenwebern. 1440 Fusion mit der Zunft der Wollenweber                | 1385 / 1405    | "Waag"                                                               |                                   |
| Weggen                      | | 1404           | "Weggen"                                                             | Gesellschaft zum Müllirad         |
| Widder                      | | 1401           | "Widder"                                                             |                                   |
| Zimmerleuten                | Zusammenlegung von drei Trinkstuben in der 1416 eröffneten Trinkstube der Binder                                               | 1459           | "Roter Adler"                                                        |                                   |